# Midas

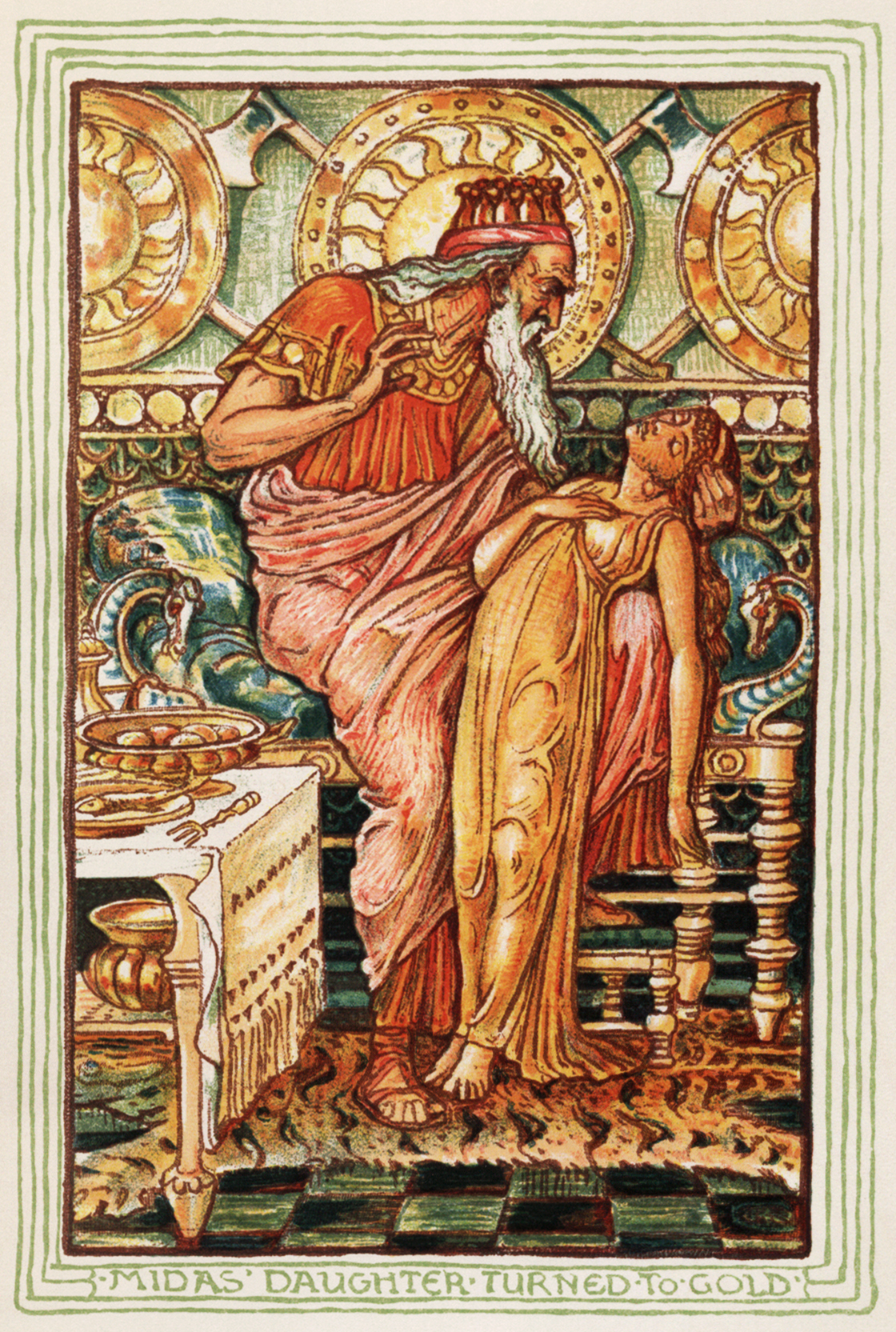
Midas verwandelt seine Tochter versehentlich in Gold (Walter Crane, 1893)

Midas (altgriechisch Μίδας Mídas) ist der Name mehrerer Könige von Phrygien. Zum Teil haben diese mythischen Charakter, jedoch ist mindestens ein Midas als historische Person in zeitgenössischen Quellen belegt.

## Mythos
Der sagenhafte Midas soll ein Sohn des Gordios und der Kybele gewesen sein und seiner Mutter das große Heiligtum in Pessinus geweiht haben.
Der Sage nach sollen ihm als Kind, während er schlief, Ameisen Weizenkörner in den Mund getragen haben. Daher soll ihm geweissagt worden sein, dass er sehr reich werde.
Über seine Gier und Dummheit gab es etliche antike mythische Anekdoten. Ein Beispiel ist die folgende Erzählung über die Habgier des König Midas:
Midas wollte so weise werden wie Silenos, der Lehrer des Dionysos. Um dies zu erreichen, so glaubte er, werde es genügen, Silenos zu fangen. Er stellte ihm eine Falle, indem er einer Waldquelle Wein beimischte, aus welcher Silenos trank; woraufhin er berauscht einschlief. Dionysos, der seinen alten Lehrer vermisste, suchte Unterstützung bei seinem König Midas. Für die Freilassung von Silenos forderte Midas Dionysos auf, ihm einen Wunsch zu erfüllen. Midas wünschte sich, dass alles, was er berührte, zu Gold würde. Der Wunsch wurde ihm gewährt – wortwörtlich. Alles, was Midas berührte, wurde zu Gold. Auch Speisen und Getränke, sodass Midas zu verhungern drohte. Deshalb bat er den Gott, die Gabe zurückzunehmen. Dionysos riet ihm, im Fluss Paktolos zu baden, auf den dann die Gabe übergehen werde, sodass er zum goldreichsten Fluss Kleinasiens würde. Midas folgte dem Ratschlag. Da Dionysos Wort gehalten hatte, konnte sich Midas von der verhängnisvollen Zauberkraft befreien.

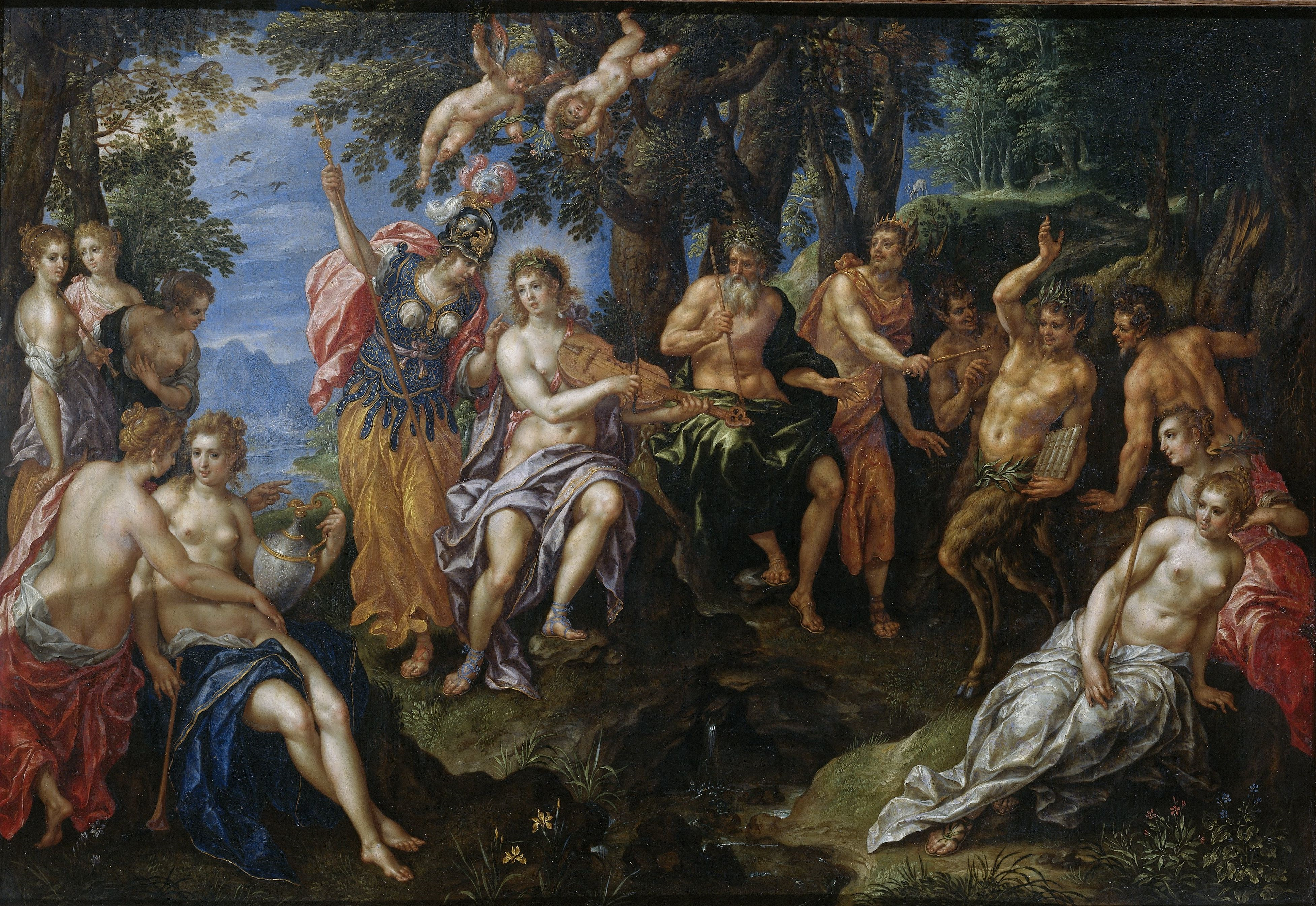
Wettstreit zwischen Pan und Apollon: Midas mit Eselsohren (Hendrik de Clerck, ca. 1620)

Einer weiteren Erzählung zufolge erkannte Midas bei einem Musikwettstreit zwischen Pan und Apollo – jeweils Vertreter der Instrumente Syrinx bzw. Kithara – dem Hirtengott Pan den Siegerpreis zu, woraufhin ihm der Olympier Apollo seine Ohren in Eselsohren verwandelte. Midas verbarg diese Schmach unter einer Phrygischen Mütze, nur sein Barbier entdeckte die Eselsohren. Dieser wagte zwar nicht, das Geheimnis einem Menschen zu verraten, konnte aber der Versuchung, es weiterzusagen, nicht widerstehen. Er grub am Flussufer ein Loch und flüsterte hinein, was für Ohren er bei Midas gesehen hatte; dann verschloss er es wieder. Doch das Schilfrohr am Ufer des Flusses hatte mitgehört und flüsterte es anderen Binsen (Binsenweisheit) weiter, wenn der Wind rauschte, sodass am Ende alle Welt das Geheimnis kannte.

## Geschichte

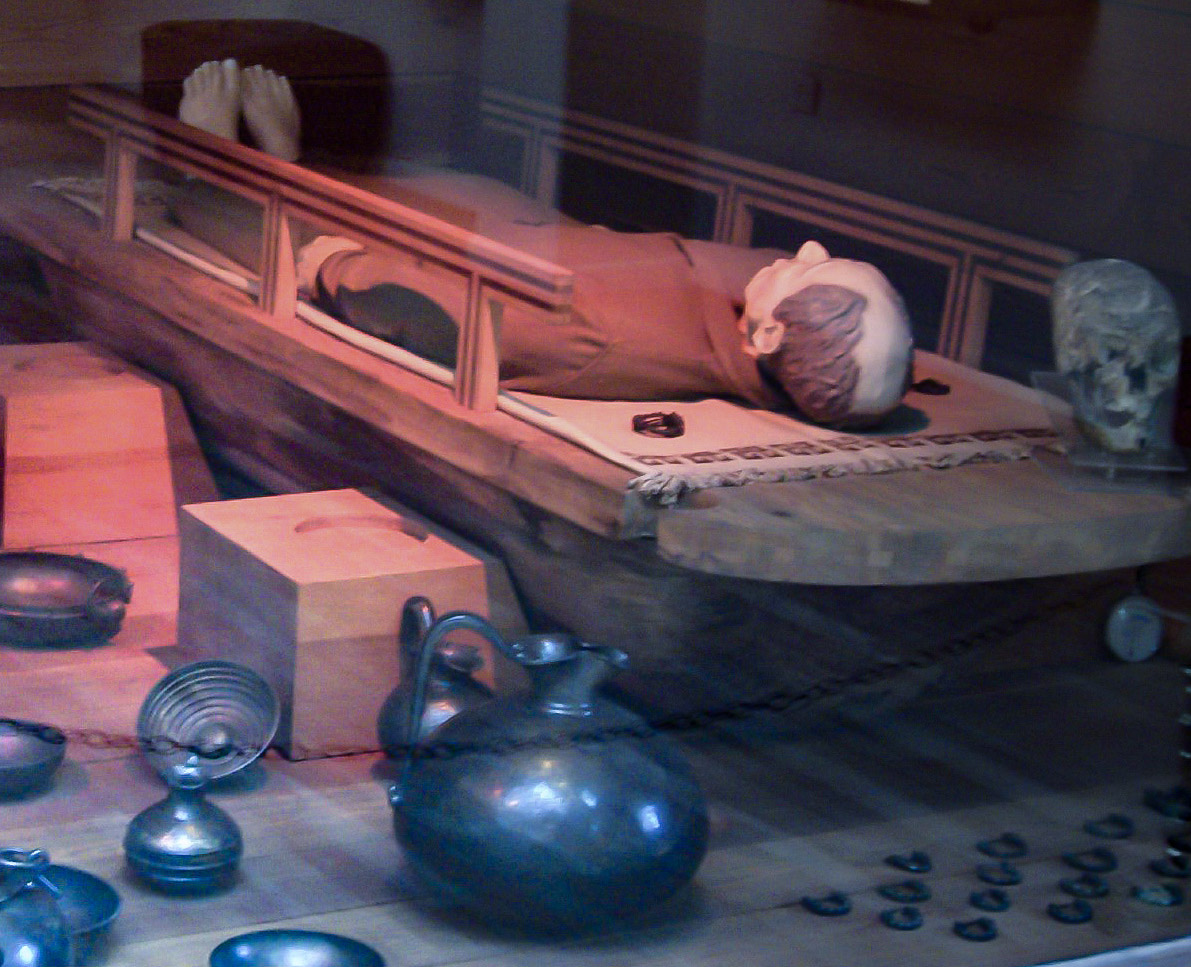
Grabkammer von Gordion (Rekonstruktion)

Der historische Midas war in der 2. Hälfte des 8. Jahrhunderts v. Chr. Herrscher des phrygischen Reichs, das damals weite Teile Anatoliens beherrschte. Er ist sowohl in griechischen („Midas von Phrygien“) als auch in assyrischen („Mita von Muški“) Schriftquellen bezeugt.
Als die Kimmerier ins Phrygerreich einfielen und die Hauptstadt Gordion vor dem Fall stand, nahm Midas sich das Leben – einer griechischen Erzählung zufolge durch das Trinken von Stierblut. Es ist unklar, ob er derselbe Midas war, der nach Eusebius (31,72 ff.) ab 738 v. Chr. regierte und 696 v. Chr. starb. Dies hängt unter anderem von dem Datum der Zerstörung Gordions ab – 696 oder 679 v. Chr. Früher wurde das erstgenannte Datum bevorzugt: Es wurde davon ausgegangen, dass es dieselbe Person gewesen sei. Da im Laufe der Zeit immer mehr Althistoriker und Archäologen zu 679 v. Chr. tendierten, geht nach heutigem Stand ein Teil der Forschung davon aus, dass der Midas des 8. Jahrhunderts und der Midas, unter dessen Herrschaft Gordion fiel, zwei unterschiedliche Könige gleichen Namens waren.
Ein großer Tumulus in der Nähe von Gordion, der sehr viele kostbare Grabbeigaben enthielt, wurde lange als mögliches Grab des Midas angesehen. Einige Gegenstände wurden damals aufgrund stilistischer Kriterien auf den Zeitraum um 700 v. Chr. datiert. Für ein Stück Holz wurde dendrochronologisch als Fälldatum das Jahr 718 v. Chr. ermittelt. In dem Grab wurde das Skelett eines 60 bis 70 Jahre alten Mannes gefunden – das alles wies auf den berühmten historischen König Midas hin. Inzwischen wurden jedoch neuere naturwissenschaftliche Daten ermittelt, nach welchen das Grab älter sein soll. Auch einige Beigaben gelten nun als deutlich älter, da mittlerweile die entsprechenden Schichten in der Siedlung Gordion deutlich früher datiert wurden. Damit kann ausgeschlossen werden, dass hier der historische Midas, der laut griechischen Quellen im frühen 7. Jahrhundert v. Chr. starb, bestattet ist. Der Tumulus kann besichtigt werden; über einen Gang ist die aus Holz gefertigte Grabkammer im Inneren des Grabes für Besucher erreichbar. Eine Rekonstruktion der Grabkammer ist im Museum für anatolische Zivilisationen in Ankara zu sehen.
Laut William Francis Ainsworth, einem Forschungsreisenden des 19. Jahrhunderts, war an einem Grab bei Seyitgazi (in der Nähe von Eskişehir) ebenfalls der Name Midas zu lesen.